# Ogden (Carolina del Nord)
Ogden és una concentració de població designada pel cens dels Estats Units a l'estat de Carolina del Nord. Segons el cens del 2000 tenia 5.481 habitants.

## Demografia
Segons el cens del 2000, Ogden tenia 5.481 habitants, 2.133 habitatges i 1.623 famílies. La densitat de població era de 455,1 habitants per km².
Dels 2.133 habitatges en un 37% hi vivien nens de menys de 18 anys, en un 67,7% hi vivien parelles casades, en un 6,4% dones solteres, i en un 23,9% no eren unitats familiars. En el 18,1% dels habitatges hi vivien persones soles el 5,3% de les quals corresponia a persones de 65 anys o més que vivien soles. El nombre mitjà de persones vivint en cada habitatge era de 2,57 i el nombre mitjà de persones que vivien en cada família era de 2,93.
Per edats la població es repartia de la següent manera: un 25,2% tenia menys de 18 anys, un 5,2% entre 18 i 24, un 32% entre 25 i 44, un 27,8% de 45 a 60 i un 9,8% 65 anys o més.
L'edat mediana era de 39 anys. Per cada 100 dones de 18 o més anys hi havia 97,3 homes.
La renda mediana per habitatge era de 61.684 $ i la renda mediana per família de 73.750 $. Els homes tenien una renda mediana de 45.878 $ mentre que les dones 31.404 $. La renda per capita de la població era de 28.741 $. Entorn del 3,5% de les famílies i el 5,8% de la població estaven per davall del llindar de pobresa.

## Poblacions més properes
El següent diagrama mostra les poblacions més properes.